# Карін Ессекс
Карін Е́ссекс (англ. Karen Essex) — американська письменниця.

## Життєпис
Карін Ессекс народилася і виросла в Новому Орлеані (штат Луїзіана, США). Ще підлітком вона була пов'язана з театром та вивчала дизайн костюмів і театральну історію в коледжі Університету Тулейн. Потім вона навчалася в аспірантурі Університету Вандербільта. 1999 року здобула ступінь магістра мистецтв (MFA) у письменстві в коледжі Ґоддард у Вермонті. Карін об'їздила США, побувала за кордоном, працювала на різних посадах у кіноіндустрії. Облаштувалася в Лос-Анджелесі .

## Творчість
Популярність письменниці принесли історичні романи «Клеопатра» і «Фараон». Ці книги після успіху продажів передбачається екранізувати, і сценарії за ними писала також Карін Ессекс.

## Опубліковані роботи
- Bettie Page: Life of a Pin-Up Legend, у співавторстві з Джеймсом Свенсоном[en] (1996) ISBN 978-1-57544-080-4
- Клеопатра[en] (2001) ISBN 978-0-446-52740-8
- Фараон[en] (2002) ISBN 978-0-446-53025-5
- Лебеді Леонардо[en] (2006) ISBN 978-0-7679-2306-4
- Викрадення Афіни[en] (2008) ISBN 978-0-385-51971-7
- Dracula in Love: A Novel (2010) ISBN 978-0-385-52891-7